# Mat Johnson
Mat Johnson (Filadelfia, 19 agosto 1970) è uno scrittore e saggista statunitense.
Mat Johnson è un autore americano di saggi e romanzi, sia in prosa sia in forma grafica (graphic novel).

## Biografia
Nato a Filadelfia da un padre di origine cattolica irlandese e da una madre afro-americana, ha studiato alla West Chester University e anche all'università del Galles a Swansea. Infine nel 1999 si è laureato alla Columbia University School of the Arts. Ha insegnato in varie università, tra cui quella di Houston nel Texas, dove vive.
Ha cominciato a pubblicare nel 2000, col romanzo Drop. Al 2005 risale la sua prima incursione nel mondo dei comics (narrativa grafica) con Papa Midnite.
Nel 2007 esce il saggio The Great negro Plot sulla insurrezione di schiavi a New York avvenuta nel 1741.

## Riconoscimenti
- Nel 2007 è divenuto un James Baldwin Fellow e ha ricevuto un grant di 50000$ da United States Artists, una organizzazione che sostiene artisti.
- Nel 2011 ha ottenuto il Premio Dos Passos per la letteratura[1]
- Nel 2016 ha vinto l'American Book Awards con Loving Day[2]

## Opere

### Romanzi
- Drop (Bloomsbury USA, 2000)
- Hunting in Harlem (Bloomsbury USA, 2003)
- Pym (Random/Spiegel & Grau, 2011)
- Loving Day (Spiegel & Grau, 2015)

### Saggi
- The Great Negro Plot (Bloomsbury USA, 2007)

### Narrativa grafica
- Hellblazer Special: Papa Midnite (Vertigo, 5-issue limited series, 2005; tpb, 2006, ISBN 1-4012-1003-1)
- Incognegro (Vertigo, graphic novel, 2008, hardcover, ISBN 1-4012-1097-X)
- Dark Rain: A New Orleans Story[5] (Vertigo, graphic novel, 2010, 160 pages, ISBN 978-1-4012-2160-7)
- Right State[6] (Vertigo, graphic novel, 2012, 144 pages, ISBN 1-4012-2943-3)

### Antologie
- Gumbo: Anthology of African American Literature (Harlem Moon, 2002)
- Not Guilty: Twelve Black Men Speak Out on Law, Justice, and Life (Amistad Press, 2002)
- Mixed: An Anthology of Short Fiction on the Multiracial Experience (W. W. Norton, 2006)
- Black Cool: One Thousand Streams of Blackness (Soft Skull Press, February 2012)[7][8]